# 布利 (汝拉省)
布利（法語：Blye，法語發音：[bli]）是法国汝拉省的一个市镇，属于隆斯勒索涅区。

## 地理
布利（46°37'20"N, 5°42'13"E）面积10.76 平方千米，位于法国勃艮第-弗朗什-孔泰大區汝拉省，该省份为法国东部内陆省份，北起上索恩省，西北接科多尔省，西临索恩-卢瓦尔省，南至安省，东与杜省和瑞士接壤。
与布利接壤的市镇（或旧市镇、城区）包括：沙蒂永、沙雷济耶、梅努瓦、皮布利、韦尔日。

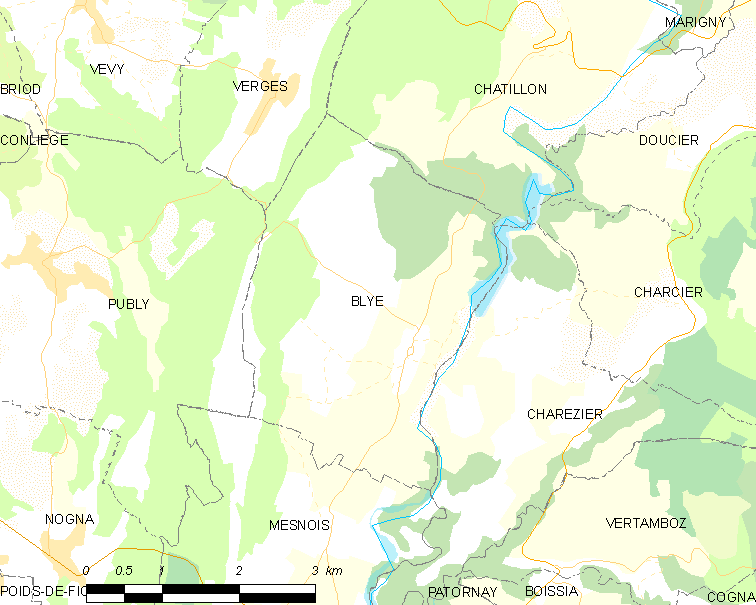
的OSM定位图

布利的时区为UTC+01:00、UTC+02:00（夏令时）。

## 行政
布利的邮政编码为39130，INSEE市镇编码为39058。

## 政治
布利所属的省级选区为波利尼县。

## 人口

1962-2008年间人口变化图示

布利于2022年1月1日时的人口数量为154人。